# 햄튼 P. 풀머
햄프턴 피츠 풀머(Hampton Pitts Fulmer, 1875년 6월 23일 ~ 1944년 10월 19일)는 미국의 정치인이다. 배우자는 윌라 L. 풀머는 미국 연방하원의원이었다.

## 학력
- 매시 비즈니스 칼리지

## 경력
- 1917.01 ~ 1920.03 제72·73대 사우스캐롤라이나 오렌지버그 카운티 선거구 하원의원
- 1921.03 ~ 1933.03 제67·68·69·70·71·72대 미국 사우스캐롤라이나 제7선거구 연방하원의원
- 1951.01 ~ 1962.01 제73·74·75·76·77·78대 미국 사우스캐롤라이나 제2선거구 연방하원의원

## 역대 선거 결과
| 선거명      | 직책명                                        | 대수 | 정당   | 득표율  | 득표수   | 결과 | 당락                             |
| ----------- | --------------------------------------------- | ---- | ------ | ------- | -------- | ---- | -------------------------------- |
| 1916년 선거 | 하원의원 (사우스캐롤라이나 오렌지버그 선거구) | 72대 | 민주당 | 0%      | 표       | 1위  | 사우스캐롤라이나 주의원 당선     |
| 1918년 선거 | 하원의원 (사우스캐롤라이나 오렌지버그 선거구) | 73대 | 민주당 | 0%      | 표       | 1위  | 사우스캐롤라이나 주의원 당선     |
| 1920년 선거 | 하원의원 (사우스캐롤라이나 제7선거구)         | 67대 | 민주당 | 91.85%  | 9,412표  | 1위  | 사우스캐롤라이나주 하원의원 당선 |
| 1922년 선거 | 하원의원 (사우스캐롤라이나 제7선거구)         | 68대 | 민주당 | 98.48%  | 4,411표  | 1위  | 사우스캐롤라이나주 하원의원 당선 |
| 1924년 선거 | 하원의원 (사우스캐롤라이나 제7선거구)         | 69대 | 민주당 | 100.00% | 7,249표  | 1위  | 사우스캐롤라이나주 하원의원 당선 |
| 1926년 선거 | 하원의원 (사우스캐롤라이나 제7선거구)         | 70대 | 민주당 | 100.00% | 1,933표  | 1위  | 사우스캐롤라이나주 하원의원 당선 |
| 1928년 선거 | 하원의원 (사우스캐롤라이나 제7선거구)         | 71대 | 민주당 | 100.00% | 8,772표  | 1위  | 사우스캐롤라이나주 하원의원 당선 |
| 1930년 선거 | 하원의원 (사우스캐롤라이나 제7선거구)         | 72대 | 민주당 | 100.00% | 1,372표  | 1위  | 사우스캐롤라이나주 하원의원 당선 |
| 1932년 선거 | 하원의원 (사우스캐롤라이나 제2선거구)         | 73대 | 민주당 | 97.90%  | 18,699표 | 1위  | 사우스캐롤라이나주 하원의원 당선 |
| 1934년 선거 | 하원의원 (사우스캐롤라이나 제2선거구)         | 74대 | 민주당 | 99.18%  | 3,518표  | 1위  | 사우스캐롤라이나주 하원의원 당선 |
| 1936년 선거 | 하원의원 (사우스캐롤라이나 제2선거구)         | 75대 | 민주당 | 98.26%  | 21,653표 | 1위  | 사우스캐롤라이나주 하원의원 당선 |
| 1938년 선거 | 하원의원 (사우스캐롤라이나 제2선거구)         | 76대 | 민주당 | 98.83%  | 7,236표  | 1위  | 사우스캐롤라이나주 하원의원 당선 |
| 1940년 선거 | 하원의원 (사우스캐롤라이나 제2선거구)         | 77대 | 민주당 | 98.64%  | 14,920표 | 1위  | 사우스캐롤라이나주 하원의원 당선 |
| 1942년 선거 | 하원의원 (사우스캐롤라이나 제2선거구)         | 78대 | 민주당 | 100.00% | 4,448표  | 1위  | 사우스캐롤라이나주 하원의원 당선 |